# 奥林匹斯山
奥林匹斯山，又稱奥林帕斯，是希腊最高的一座山，位於愛琴海塞爾邁灣北岸，距希腊第二大城塞萨罗尼基约100公里。奥林匹斯山由52座山峰组成，其中最高峰“Mytikas”意为前端突出部，海拔2,917.727 米。
1913年8月2日，瑞士作家Daniel Baud-Bovy和瑞士摄影师Frédéric Boissonnas在希腊登山向导Christos Kakkalos的带领下，三人第一次登上顶峰Mytikas，为人类首次登顶。2018年8月2日，Google在部份國家的首頁以首頁塗鴉紀念首次登頂105年。
在希腊神话中奥林匹斯是神的山，“奥林匹斯”的原意来自于“光之处”的意思。在希腊神话中，它的地位相当于天堂，众神、半神和他们的仆人居住在这里。